# Tupolev Tu-22
Tupolev Tu-22 (NATO-namn: Blinder) var ett sovjetiskt bombplan utvecklat under det kalla kriget.
Planet var från början tänkt att ersätta Tupolev Tu-16. Utvecklingen drog dock ut på tiden och det blev inte fallet. Redan 1954 kom de första ritningarna på det nya stridsplanet men inte förrän 1958 kunde man utföra en första provflygning. 
1962–1963 kom planet så i tjänst hos det sovjetiska flygvapnet. Det fortsatte dock med att ha stora problem som ledde till att flera plan havererade. Fram till 1969 producerades 311 plan.
Tu-22 togs efter hand ur tjänst i Sovjet och vid kalla krigets slut fanns det 154 plan i tjänst. Inga av dem tros dock ha varit flygdugliga. 
Tu-22 fick en mer lyckad efterföljare kallad Tupolev Tu-22M som finns i tjänst i Ryssland idag (2025).

## Export
Tu-22 har exporterats till ett fåtal länder, bland annat till Libyen och Irak. De irakiska flygplanen förstördes under Gulfkriget. De libyska flygplanen utförde vissa uppdrag under 1980-talet, men har inte flugit sedan september 1992. De anges senare ha ersatts med plan av typen Su-24.

## Bilder

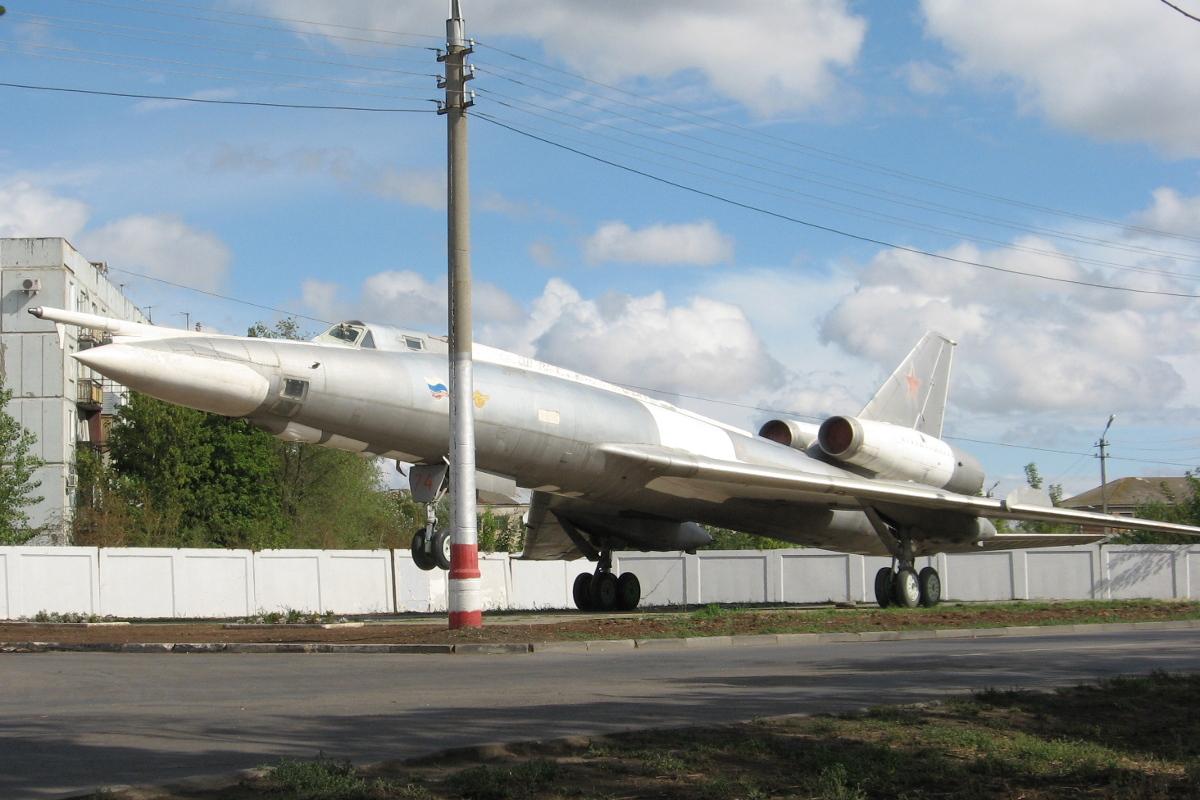
Tu-22RD
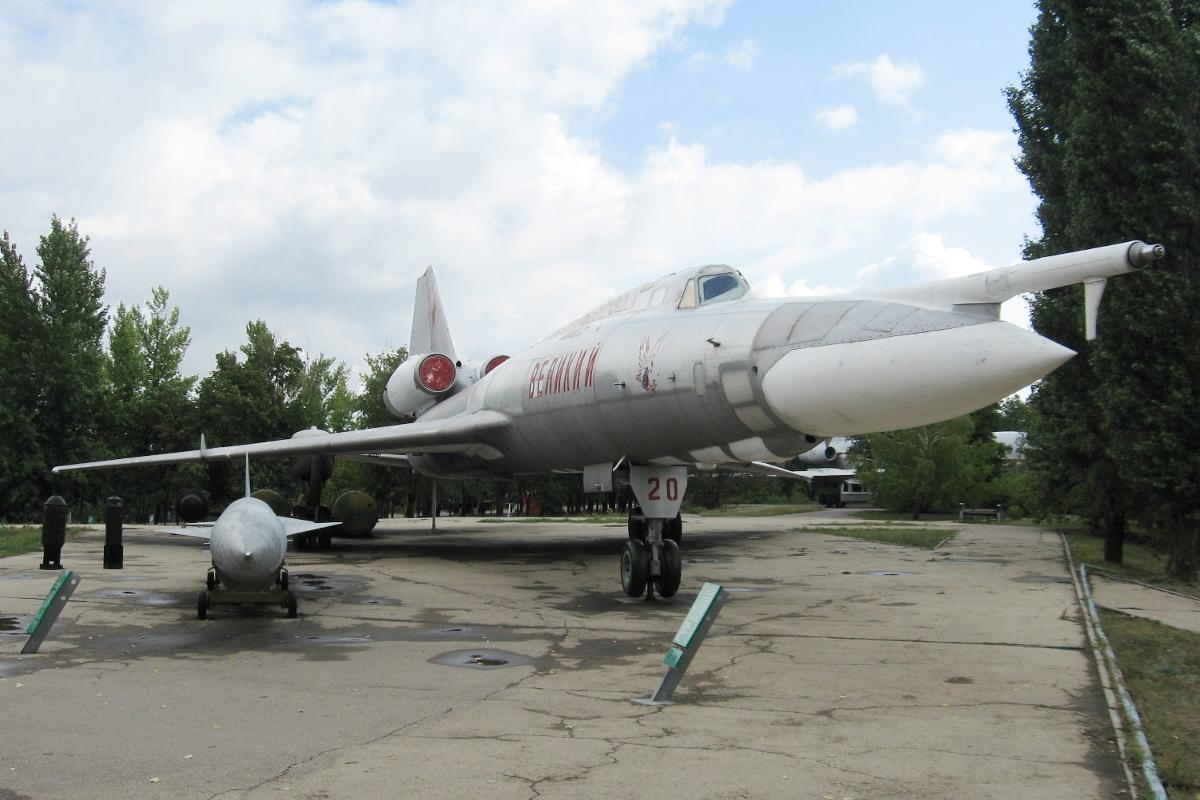
Tu-22KD
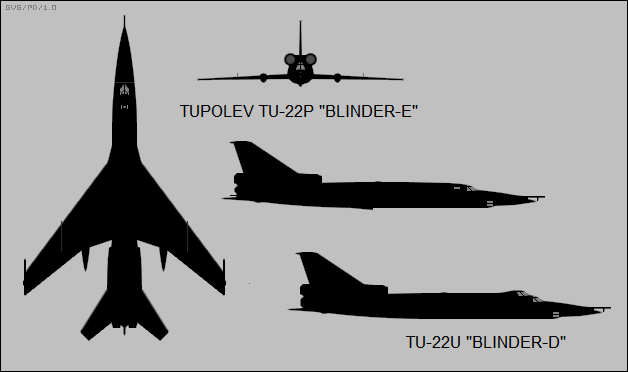
Tu-22P
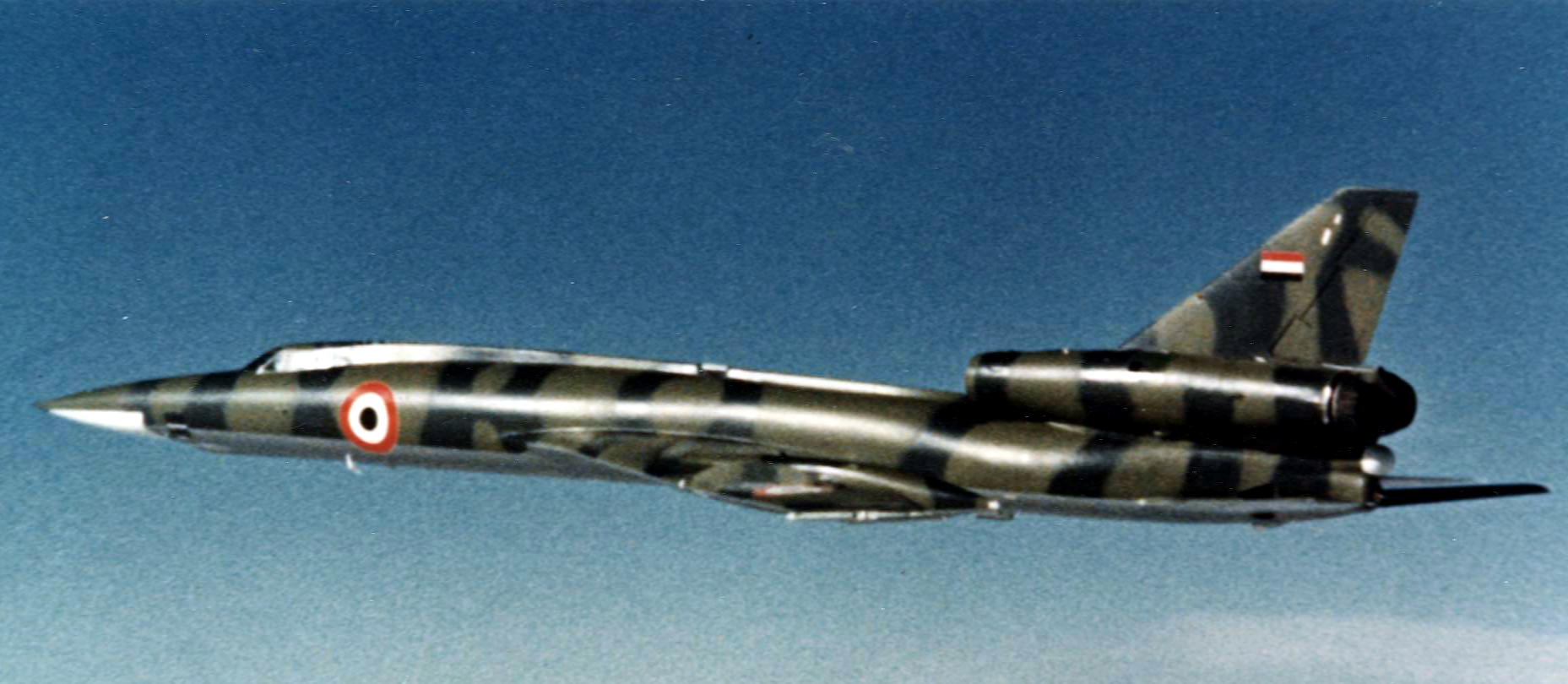
Libyisk Tu-22